# سمیرننکویه
سمیرننکویه (به لاتین: Smirnenkoye) یک منطقهٔ مسکونی در روسیه است که در سرزمین آلتای واقع شده‌است.